# Аэроп II
Аэроп II или Аероп II (др.-греч. Αεροπός II) — македонский царь, предположительно правивший в 398—394 годах до н. э. После гибели Архелая в 399 году до н. э. Аэроп стал регентом при его малолетнем сыне Оресте. Через некоторое время Аэроп убил своего подопечного, после чего сам занял престол. О его царствовании практически ничего неизвестно. По всей видимости, Аэроп предотвратил начало войны между Македонией и греческими полисами за контроль над Фессалией. Также в античных источниках описан конфликт между Аэропом и спартанским царём Агесилаем. Македонский царь безуспешно попытался перекрыть дорогу спартанскому войску, которое возвращалось домой из Малой Азии.
После смерти Аэропа в Македонии началась династическая борьба за власть, во время которой в течение года сменилось три царя.

## Происхождение. Приход к власти
В историографии существует две версии о происхождении Аэропа. По одной, он был сыном царя верхнемакедонской области Линкестиды Аррабея II из династии Бакхиадов. Согласно данному предположению, Аэроп происходил из знатного рода, который на протяжении нескольких поколений боролся с центральной властью македонских царей. Согласно другой версии, которая находит признание у современных историков, Аэроп происходил из македонского царского рода Аргеадов. Учёные отмечают, что раз Аэроп занял должность регента при малолетнем царе Оресте, то на момент смерти царя Архелая в 399 году до н. э. он принадлежал к наиболее влиятельным представителям царской династии. Об этом, косвенно, свидетельствует участие Аэропа в заключении мирного договора между Македонией и Афинами в 415 году до н. э. Предположительно, он мог быть сыном Пердикки II и, соответственно, братом, возможно единокровным, Архелая.
Существует версия, зафиксированная лишь у Платона, что после смерти Архелая власть в Македонии захватил Кратей, которого убили через три или четыре дня. Через несколько лет регентства Аэроп убил Ореста, либо тот умер своей смертью. После смерти Ореста Аэроп стал царём Македонии. Существует предположение, что при воцарении Аэроп принял тронное имя «Архелай». Дата воцарения Аэропа достоверно неизвестна. Р. М. Эррингтон датирует смерть Ореста 396 годом до н. э., Н. Хаммонд, Д. Марч и Ю. Борза — 398/397 годом до н. э.

## Правление
О царствовании Аэропа практически ничего неизвестно. Историк К. Ю. Белох связывал с воцарением Аэропа предотвращение войны Македонии с греческими полисами за контроль над Фессалией. Незадолго до смерти Архелай занял Фессалию со столицей области Лариссой. У нового регента было достаточно много других проблем, связанных с упрочением собственной власти. Поэтому он был вынужден отозвать войска македонян домой.
У Полиэна содержится информация о конфликте между Аэропом и спартанским царём Агесилаем II. Спартанцы в 396—394 годах до н. э. воевали с персами на территории Малой Азии. Когда против спартанской гегемонии восстал Коринф, Агесилай II в спешном порядке был вынужден возвратиться домой. Ему предстояло провести армию через враждебные Македонию и Фессалию. Аэроп не только встал на сторону восставших против Спарты греческих полисов, но и постарался перекрыть дорогу армии Агесилая. Спартанскому царю удалось перехитрить Аэропа, после чего тот был вынужден заключить некий договор, о деталях которого ничего неизвестно. Событие датируют летом 394 года до н. э., так как вскоре войско Агесилая стало свидетелем солнечного затмения 14 августа 394 года до н. э.
Вскоре Аэроп умер своей смертью от болезни. Историки преимущественно датируют событие 394 годом до н. э. Р. М. Эррингтон считал, что Аэроп умер в 393 году до н. э. По общепризнанному в историографии мнению, фрагмент из Диодора Сицилийского: «Ему [Архелаю] наследовал на троне Орест, который был ещё мальчиком, и который был убит Аэропом, его опекуном, который удерживал трон в течение шести лет», свидетельствует о периоде царствования Ореста и Аэропа в шесть лет.

## Борьба за власть после смерти Аэропа
После смерти Аэропа в Македонии началась династическая борьба за престол. За один год власть в стране менялась несколько раз. Непосредственно после смерти Аэропа царём стал Аминта II, которого убил некий Дерда. После этого к власти пришёл сын Аэропа Павсаний, которого в свою очередь сверг другой представитель династии Аргеадов Аминта III. Существует и другая версия, по которой Аэропу наследовал Павсаний, которого убил Аминта.

### Исследования
- Белох К. Ю. Греческая история: в 2 т. / пер. с нем. М. О. Гершензона; под ред. и со вступ. ст. Ю. И. Семёнова. — М.: Государственная публичная историческая библиотека России, 2009. — Т. 2: Кончая Аристотелем и завоеванием Азии. — ISBN 978-5-85209-215-1.
- Борза Ю. История античной Македонии (до Александра Великого) / пер. с англ. М. М. Холода при участии А. Бодрова, О. и В. Иванцовых, 3. Барзах; научная ред. и вступ. статья М. М. Холода; приложения М. М. Холода, Э. Д. Фролова и Ю. Н. Кузьмина. — СПб.: Нестор-История, 2013. — 592 с. — (Историческая библиотека). — ISBN 978-5-44690-015-2.
- Дройзен И. Г. История эллинизма. История Александра Великого. — М.: Академический проект, 2011. — 623 с. — (Технологии истории). — ISBN 978-5-8291-1304-9.
- Киляшова К. А. Политическая роль женщин при дворе македонских царей династии Аргеадов. Диссертация на соискание учёной степени кандидата исторических наук / Научный руководитель доктор исторических наук, профессор Э. В. Рунг. — Казань: Казанский (Приволжский) федеральный университет, 2018.
- Errington R. M[англ.]. A History of Macedonia (англ.). — Berkeley; Los Angeles; Oxford: University of California Press, 1990. — 320 p. — ISBN 0-520-06319-8.

- Hammond N. G. L., Griffith G. T. A History of Macedonia (англ.). — Oxford: Clarendon Press, 1979. — Vol. II: 550-336 B.C.. — 780 с. — ISBN 0-19-814814-3.
- Kaerst J[нем.]. Aeropos 5 // Paulys Realencyclopädie der classischen Altertumswissenschaft :  [нем.] / Georg Wissowa. — Stuttgart : J. B. Metzler’sche Verlagsbuchhandlung[нем.], 1893. — Bd. I, Erste Hälfte (II, 1). — Kol. 679.
- March D. A. The Kings of Makedon: 399—369 B.C. (англ.) // Historia: Zeitschrift für Alte Geschichte. — Franz Steiner Verlag, 1995. — Bd. 44, Nr. 3. — S. 257—282. — ISSN 0018-2311. — JSTOR 4436380.